# Chichester Castle
Chichester Castle var en fæstning i byen af samme navn i West Sussex i England. Kort efter den normanniske erobring af England beordrede Roger de Montgomerie, 1. Jarl af Shrewsbury opførelsen af en fæstning ved Chichester. Den blev en af 11 fæstninger i Sussex før 1100. Chichester rapet, en underafdeling af Sussex, blev administreret fra borgen og blev udskilt fra det større rape Arundel; et rape var en administrativ enhed, der stammer fra saksisk tid, som blev videreført af normannerne. Chichester Castle ligger i det nordøstlige hjørne af byen beskyttet af bymurene. Da det var en borg i en by, der allerede eksisterede, blev flere bygninger revet ned for at gøre plads til fæstningen. Chichester Castle var af træ, og selv om flere træfæstninger blev genopbygget i sten, er der ingen tegn på, at det var tilfældet i Chichester.
Selv om den blev bygget af jarlen af Shrewsbury, ejede jarlen af Sussex fæstningen fra 1154 til 1176, hvorefter den blev overdraget til Kronen. Tidligt i 1200-tallet blev slottet brugt til ret og fængsel. Chichester og Oxford Castle var nogle af de tidligste borge i byer, men gradvist blev flere borge anvendt på samme måde. I 1216 blev Chichester Castle erobret af franskmændene som mange andre borge i Sydengland som Reigate Castle under den første baronernes krig mod kong John, der regerede fra 1199 til 1216. Slottet blev generobret af englænderne i 1217. Samme år beordrede Henrik 3. slottet ødelagt. Mellem 1222 og 1269 gav Richard, 1. Jarl af Cornwall området til gråbrødrene som kloster.
Resterne af motten kan i dag ses i Priory Park; og den er fredet som Scheduled monument.